# Флаг Рахьинского городского поселения
Флаг муниципального образования «Рахьи́нское городское поселение» Всеволожского муниципального района Ленинградской области Российской Федерации — опознавательно-правовой знак, служащий официальным символом муниципального образования.
Ныне действующий флаг утверждён 17 сентября 2008 года и подлежит внесению в Государственный геральдический регистр Российской Федерации.

## Описание
«Флаг муниципального образования „Рахьинское городское поселение“ Всеволожского муниципального района Ленинградской области представляет собой прямоугольное полотнище с отношением ширины флага к длине — 2:3, воспроизводящее композицию герба муниципального образования „Рахьинское городское поселение“ Всеволожского муниципального района Ленинградской области в голубом, зелёном, красном, жёлтом и белом цветах».
Геральдическое описание герба гласит: «В лазоревом (синем, голубом) поле — сидящий серебряный орёл, обращённый влево и обернувшийся, с воздетым левым крылом, на которое одет венок из зелёных стеблей и листьев червлёных роз с золотыми сердцевинами».

## Обоснование символики
Флаг составлен на основании герба муниципального образования, в соответствии с традициями и правилами геральдики и отражает исторические, культурные, социально-экономические, национальные и иные местные традиции.
Серебряный орёл — символизирует власть, прозорливость, великодушие. Аллегория храбрости, отваги, неустрашимости.
Венок из цветов и листьев символизирует неповторимую прелесть усадебного парка Ириновка.
Голубой цвет (лазурь) — воды Ладожского озера, омывающие территорию муниципального образования «Рахьинское городское поселение». Символ красоты, любви, мира, возвышенных устремлений.
Зелёный цвет — символ радости, жизни, возрождения природы, а также молодости.
Красный цвет — право, мужество, самоотверженность. Символ труда, жизнеутверждающей силы, праздника, красоты, солнца и тепла.
Белый цвет (серебро) — чистота помыслов, искренность, правдивость, невинность, благородство, откровенность, непорочность, надежда.
Жёлтый цвет (золото) — величие, постоянство, прочность, великодушие, сила, солнечный свет.